# Кощеево (Владимирская область)
Кощеево — деревня в Судогодском районе Владимирской области, входит в состав Головинского сельского поселения.

## География
Деревня расположена в 11 км на юго-восток от центра поселения посёлка Головино и в 21 км на запад от райцентра города Судогда на автодороге Р-132 «Золотое кольцо». 

## История
Деревня впервые упоминается в писцовых книгах монастырских и церковных земель Владимирского уезда 1637-1647 годов в составе прихода Димитриевского погоста, в ней числилось 2 двора крестьянских .
В конце XIX — начале XX века деревня входила в состав Авдотьинской волости Судогодского уезда, с 1926 года — в составе Александровской волости Владимирского уезда. В 1859 году в деревне числилось 23 двора, в 1905 году — 30 дворов, в 1926 году — 23 хозяйств.
С 1929 года деревня входила с состав Александровского сельсовета Владимирского района, с 1944 года — Судогодского района, с 1974 года — в составе Ильинского сельсовета, с 1974 года — в составе Ильинского сельсовета,  с 2005 года — в составе Головинского сельского поселения.
В 1966 году деревня Кощеево Александровского сельсовета была переименована в деревню Зелёная, однако впоследствии переименование было отменено.

## Население
| 1859 | 1905 | 1926 | 2002 | 2010 | 2021 |
| ---- | ---- | ---- | ---- | ---- | ---- |
| 113  | ↗164 | ↘107 | ↘15  | ↗18  | ↘6   |